# Embeddable Linux Kernel Subset
Embeddable Linux Kernel Subset (ELKS) je podmnožina linuxového jádra pro zvláštní účely. Cílem projektu je vytvořit kernel pro:
- IBM a kompatibilní osobní počítače s procesory Intel 8086 a Intel 80286
- PDA, např. Psion SiBO (16bitový organizér)
- monolitické mikropočítače
- embedded controller systémy

V současné době běží na různých PC kompatibilních s IBM. Na této architektuře potřebuje obraz
linuxového jádra (kernel image) zhruba 200 KB a plně bežící operační systém by měl mít potřebu mezi 400 KB a 512 KB.
Dále ELKS běží na Psion SiBO. Zatím není veřejně známa verze pro jiné architektury. ELKS podporuje Internet Protokol verze 4.